# Cantares (canción de Joan Manuel Serrat)
«Cantares» es una canción de Joan Manuel Serrat incluida en su álbum titulado Dedicado a Antonio Machado, poeta, grabado en los estudios de la discográfica Zafiro/Novola en 1969. Ese año, en el que se publicó «Cantares» fue uno de los más prolíficos de Serrat: aparte de publicar un nuevo álbum en catalán y rodar una película, salieron a la venta sus dos primeros álbumes en lengua castellana, La paloma  y el homenaje a Antonio Machado que incluye esta canción. Además, «Cantares» se editó como disco sencillo con el tema «La saeta» por reverso y se transformó sin demora en un gran éxito en ventas, ocupando rápidamente los primeros lugares de las listas, tanto en España como en Hispanoamérica.

## Estructura, contexto y significado de la letra

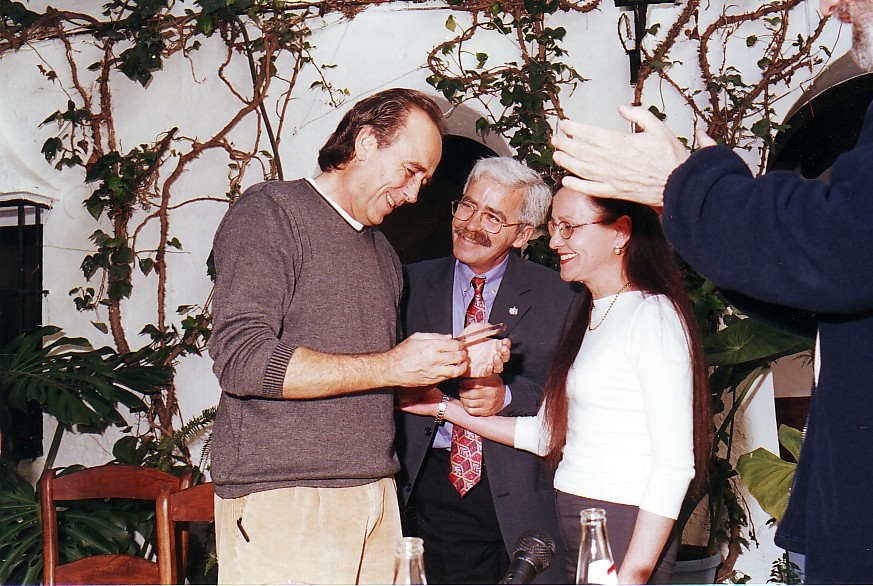
Joan Manuel Serrat recibiendo un reconocimiento en 2001.

La letra está compuesta por tres estrofas de Antonio Machado, que pertenecen a la sección «Proverbios y cantares» del poemario Campos de Castilla (1912), seguidas de otras tres escritas por el propio Serrat, en las que incorpora los versos, también de Machado «caminante no hay camino / se hace camino al andar» a manera de intertexto.
La canción se publicó al año siguiente de que se desatara un gran conflicto con motivo del Festival de Eurovisión de 1968, para el que Televisión Española había escogido la canción «La, la, la» del Dúo Dinámico para que representara a España y a Serrat para que la cantara. Su propuesta de cantarla en catalán no fue aceptada y el artista renunció. En la época que siguió a este primer gran acto de rebeldía pública contra los medios dominados por las autoridades de la dictadura franquista, muchos conciertos de Serrat se suspendían a última hora, porque censuraban sus presentaciones de manera imprevista. Ya había grabado algunas canciones en castellano antes de este álbum, pero rendir un tributo a Machado coincide también directamente con lo que él mismo estaba viviendo en esa época. Así, su canción no solo entrega en versión musicalizada el poema de Machado, sino que lo comenta, destacando que el poeta haya tenido que salir al exilio y morir lejos de su tierra («Murió el poeta lejos del hogar, lo cubre el polvo de un país vecino»), resaltando además la fuerza de los acontecimientos adversos de la persecución y la guerra (de nada sirve rezar):
«Cuando el jilguero no puede cantar.

Cuando el poeta es un peregrino,

cuando de nada nos sirve rezar.

Caminante no hay camino,

se hace camino al andar...»

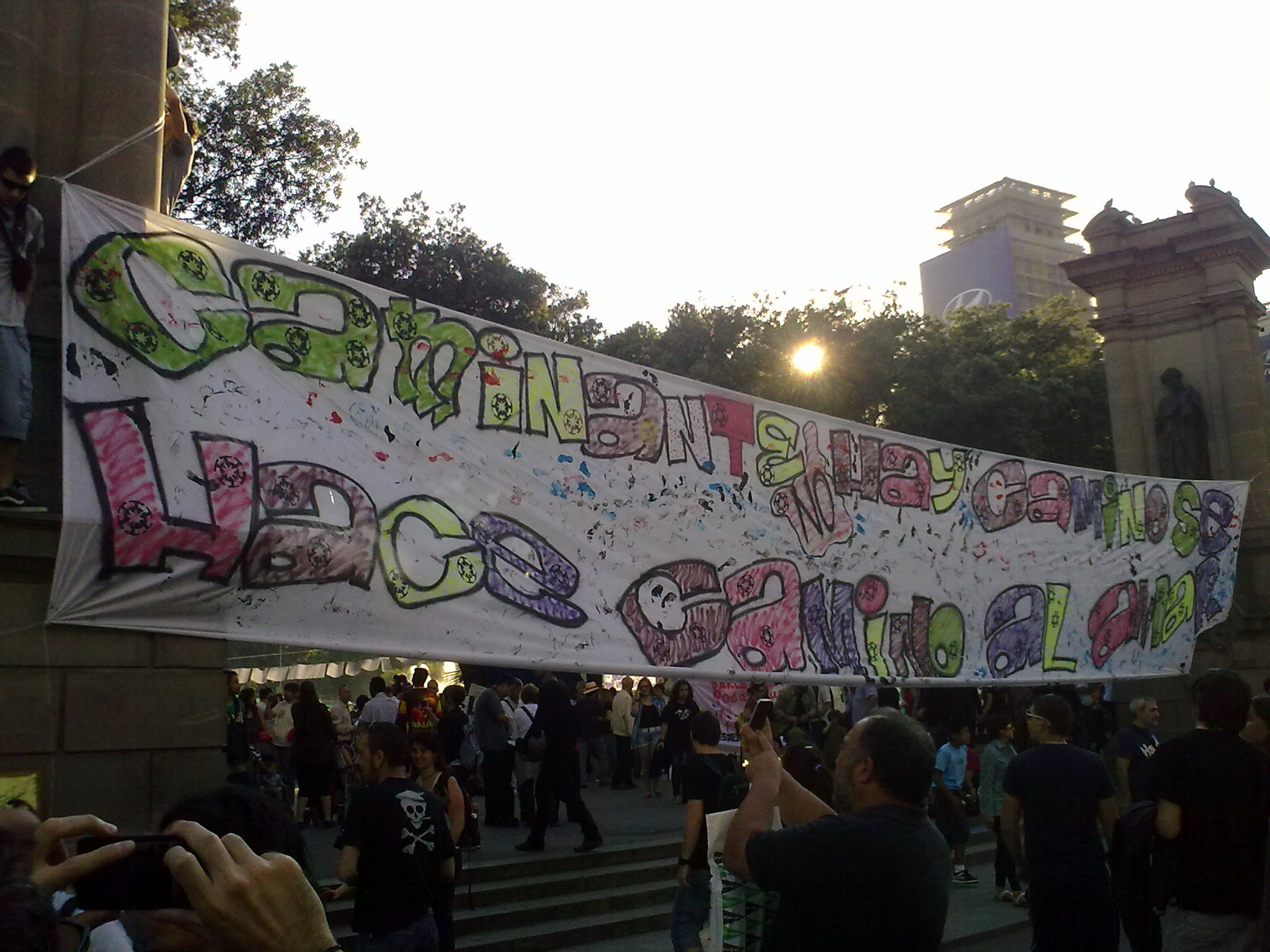
En las protestas de 2011 en Barcelona, una pancarta muestra los versos de Machado que popularizó la canción de Serrat.

En el contexto político de su época, el mero hecho de que Serrat dedicara esta canción a un poeta como Antonio Machado, quien incluso había sido expulsado post mortem (1941) de su plaza de catedrático en el Instituto de Bachillerato Cervantes de Madrid, fue un acto de protesta muy atrevido que ha mantenido su vigencia durante más de cuatro décadas como discurso político. La canción, una de las de mayor éxito del álbum, hizo que el Gremio de Libreros de Madrid expresara a Serrat su reconocimiento en una carta en la que sus representantes agradecen a Serrat el haber contribuido a revivir el interés por la obra de Machado, refiriéndose directamente al aumento de las ventas de libros del poeta que trajo consigo la promoción y popularización de sus textos a través de la voz de Serrat.
Tras el fin de la dictadura franquista, la canción ha mantenido su popularidad y valor histórico. Por ejemplo, una propuesta reciente para la enseñanza secundaria la presenta como un recurso didáctico valioso que permite el tratamiento integrado de objetivos y contenidos para las asignaturas de Ciencias Sociales, Educación Musical y Castellano (lengua y literatura). Al igual que las de otras canciones de Serrat, la letra de Cantares se ha incluido frecuentemente en textos para la enseñanza del español como lengua extranjera.